# Песня-83
«Песня-83» — тринадцатый советский телевизионный фестиваль эстрадной песни из серии «Песня года». Финальный концерт проводился в Останкино, транслировался по телевидению 30 декабря 1983 года, повтор 28 января 1984.
Производство: Главная редакция музыкальных программ. Авторы сценария: Регина Ильченко и Зоря Васильева; режиссёр-постановщик: Михаил Митрофанов; оператор-постановщик: Олег Богданов, художник-постановщик: Галина Мазненкова.
Продолжительность — 2 часа 12 минут (в ТВ-программе 2 часа 25 минут), количество песен — 29. Оркестр — эстрадно-симфонический оркестр Центрального телевидения и Всесоюзного радио, дирижёр Александр Михайлов, а Юрий Силантьев в последний раз выступал на Песне-82.
Ведущие — дикторы ЦТ Татьяна Судец и Юрий Ковеленов.
Прозвучали фрагменты песен, исполненные участниками «Клубов любителей песни», у рояля Леон Оганезов:
- Песни 30-х годов: «Москва — майская (Страна моя…)», «Катюша», «Страна моя Москва моя».
- Песни 40-х годов: «Платок голубой», «Тёмная ночь», «Дорогая моя столица».
- Песни 50-х годов: «Если бы парни всей земли» («Парни, парни это в наших силах»), «Уральская рябинушка», «Комсомольцы — добровольцы» («Только так можно счастье найти», к/ф «Добровольцы»).
- Песни 60-х годов: «Пусть всегда будет солнце», «Присядем» («Присядем друзья перед дальней дорогой…»), «Я люблю тебя жизнь».
- Песни 70-х годов: «Русское поле», «Не плачь девчонка», «День Победы».

Юрий Саульский сказал слово о песнях разных лет и песнях 80-х.
Гимн фестиваля «Песня остаётся с человеком» (музыка Аркадий Островский, слова Сергей Островой).
Избранные песни фестиваля на Discogs: «Миллион алых роз» ( исполнительница Алла Пугачева), «Полёт на дельтаплане» ( исполнитель Валерий Леонтьев), «Трава у дома» (исполнитель «Земляне») и другие; их стиль был определён, как поп, рок, фолк, уорлд.

## Фон
1983 год — год Юрия Андропова, с рейдами милиционеров и дружинников по магазинам, кинотеатрам, парикмахерским и химчисткам с выискиванием тех, кто в рабочее время не работает. Президент США Рейган называет СССР «империей зла». Именно в это время советские люди разрушают советскую идейно-культурную монополию тем, что смотрят на видеомагнитофонах, которые не запрещены и легально продаются в магазинах «Березка» то, что смотреть хочется, а не то, что показывают по телевизору, а первые советские видеозвёзды — супермены Брюс Ли, Сильвестр Сталлоне, Арнольд Шварценеггер в боевиках и Сильвия Кристель во французских фильмах про Эммануэль. В СССР популярный в молодёжных массах рок запрещён, но его слушают на магнитофонах. Ленинград становится городом самого радикального в СССР рока (см. «Ленинградский рок-клуб»), а ленинградская группа «Земляне» — вариант, в котором решено допустить подпольный рок в эфир, они впервые используют на советской эстраде дым, даже на Песне-83.
Семикратный лауреат телефестиваля Евгений Дога, представлявший Молдавскую ССР, предпочитал, чтобы его произведения в «Песне года» исполняла его соотечественница Надежда Чепрага. На «Песне-83» она спела песню «Человеческий голос», в которой пафосные, идеологически «правоверные» слова сочетались со смелым музыкальным решением, в котором проявлялись элементы рок-музыки (токкатный пульс электрогитары).
Итоги 1983 года согласно «Звуковой дорожке»:
Лучшая певица
1. Алла Пугачёва. 2. Анне Вески. 3. Лариса Долина. 4. София Ротару. 5. Жанна Рождественская. 6. Ольга Пирагс. 7. Ирина Отиева. 8. Жанна Бичевская. 9. Сильви Врайт. 10. Марью Лянник.
Лучший певец
1. Юрий Антонов. 2. Иво Линна. 3. Сергей Беликов. 4. Гуннар Грапс. 5. Владимир Кузьмин. 6. Ким Брейтбург. 7. Тынис Мяги. 8. Борис Гребенщиков. 9. Александр Барыкин.
Лучший ВИА
1. «Динамик». 2. «Аквариум». 3. «Автограф». 4. «Диалог». 5. «Руа». 6. «Рок-отель». 7. «Круиз» 8. «Земляне» 9. Ансамбль О. Мелик-Пашаева.
Итоги 1983 года согласно опросу читателей газеты «Смена» (в рубрике «Звёзды-83»)
Лучшая певица
1. Алла Пугачёва. 2. Анне Вески. 3. София Ротару. 4. Людмила Сенчина. 5. Эдита Пьеха. 6. Ирина Понаровская. 7. Ксения Георгиади. 8. Лариса Долина. 9. Марью Ляник. 10. Манана Тодадзе.
Лучший певец
1. Валерий Леонтьев. 2. Юрий Антонов. 3. Михаил Боярский. 4. Яак Йоала. 5. Тынис Мяги. 6. Александр Градский.

## Дебюты
- Юрий Антонов[2].
- Кристина Орбакайте[2].

## Премьеры песен
- Письмо из 45-го[9]

## Популярные песни года, представленные на фестивале
- «А знаешь, все ещё будет» (Марк Минков — Вероника Тушнова)[1].
- «Миллион алых роз» (Раймонд Паулс — Андрей Вознесенский), исполнительница Алла Пугачева[1][10]).
- «Полёт на дельтаплане» (Эдуард Артемьев — Николай Зиновьев, исполнитель Валерий Леонтьев)[1][10].
- «Трава у дома» (Владимир Мигуля — Анатолий Поперечный, исполнитель «Земляне»)[1][6][10][11][12].
- «Крыша дома твоего» (Юрий Антонов — Михаил Пляцковский, исполнитель Юрий Антонов)[11][13][14].
- «Я тебя никогда не забуду» (из рок-оперы «Юнона и Авось», Алексей Рыбников — Андрей Вознесенский)[1][11][14].
- «Любовь и разлука» (из к/ф «Нас венчали не в церкви», Исаак Шварц — Булат Окуджава, исполнительница Людмила Сенчина)[1].
- «Три белых коня» (из т/ф «Чародеи», Евгений Крылатов — Леонид Дербенёв, исполнители вокальный квартет «Сердца четырёх»)[1].
- «А музыка звучит» (Алексей Мажуков — Николай Зиновьев, исполнительница София Ротару)[1].

## Финалисты
В финальном концерте прозвучали следующие песни-лауреаты:
| №  | Название                                                | Автор музыки         | Автор текста          | Исполнитель                                                                                           | Примечание                                                                           |
| -- | ------------------------------------------------------- | -------------------- | --------------------- | --- | ------------------------------------------------------------------------------------ |
| 1  | 1-е отделение: Родина, весна моя                        | Серафим Туликов      | Николай Добронравов   | Юрий Гуляев (народный артист СССР)                                                                    |                                                                                      |
| 2  | Человеческий голос                                      | Евгений Дога         | Роберт Рождественский | Надежда Чепрага                                                                                       |                                                                                      |
| 3  | Вечер школьных друзей                                   | Александр Морозов    | Михаил Рябинин        | Валентина Толкунова (заслуженная артистка РСФСР, лауреат премии Ленинского комсомола)                 |                                                                                      |
| 4  | Жизнь (Lieben…, У каждого только одна жизнь)            |                      |                       | Моника Хауф и Клаус Дитер Хенклер                                                                     | Телемост с Берлином (ГДР)                                                            |
| 5  | Коляда                                                  | Владимир Мулявин     | сл. народные          | ансамбль «Песняры», х/р- Владимир Мулявин, народный артист БССР, лауреат премии Ленинского комсомола) |                                                                                      |
| 6  | А знаешь, все ещё будет                                 | Марк Минков          | Вероника Тушнова      | Алла Пугачёва (заслуженная артистка РСФСР) и Кристина Орбакайте                                       |                                                                                      |
| 7  | Полёт на дельтоплане                                    | Эдуард Артемьев      | Николай Зиновьев      | Валерий Леонтьев                                                                                      |                                                                                      |
| 8  | Твой голос                                              | Микаэл Таривердиев   | Николай Добронравов   | вокального трио «Меридиан»                                                                            |                                                                                      |
| 9  | Двух жизней нет (из телеспектакля «Операция на сердце») | Тихон Хренников      | Анатолий Софронов     | Николай Гнатюк (заслуженный артист УССР)                                                              |                                                                                      |
| 10 | Трава у дома                                            | Владимир Мигуля      | Анатолий Поперечный   | ансамбль «Земляне»                                                                                    |                                                                                      |
| 11 | Счастья тебе, Земля!                                    | Юрий Саульский       | Леонид Завальнюк      | София Ротару (народная артистка УССР)                                                                 |                                                                                      |
| 12 | 2 отделение: Земля — Родина любви                       | Муслим Магомаев      | Николай Добронравов   | Радик Гареев                                                                                          |                                                                                      |
| 13 | Станция «Минутка»                                       | Павел Аедоницкий     | Анатолий Ковалев      | Татьяна Рузавина и Сергей Таюшев                                                                      |                                                                                      |
| 14 | Крыша дома твоего                                       | Юрий Антонов         | Михаил Пляцковский    | Юрий Антонов                                                                                          |                                                                                      |
| 15 | Я тебя никогда не забуду (из Юнона и Авось)             | Алексей Рыбников     | Андрей Вознесенский   | вокальное трио «Меридиан»                                                                             |                                                                                      |
| 16 | Где мой дом родной                                      | Марк Фрадкин         | Александр Бобров      | Лев Лещенко (народный артист РСФСР) в сопровождении группы «Спектр»                                   |                                                                                      |
| 17 | Любовь и разлука (из к/ф «Нас венчали не в церкви»)     | Исаак Шварц          | Булат Окуджава        | Людмила Сенчина (заслуженная артистка РСФСР)                                                          |                                                                                      |
| 18 | Три белых коня (из т/ф «Чародеи»)                       | Евгений Крылатов     | Леонид Дербенёв       | Вокальный квартет «Сердца четырёх»                                                                    |                                                                                      |
| 19 | Миллион алых роз                                        | Раймонд Паулс        | Андрей Вознесенский   | Алла Пугачёва                                                                                         |                                                                                      |
| 20 | Песня о любви (Siempre si vuol?)                        |                      |                       | Мирта Медина и Альфредо Родригес                                                                      | по международной системе «Интерспутник», ведущая в Гаване (Куба) — Динора Дель Реаль |
| 21 | Сердце человека                                         | Александра Пахмутова | Николай Добронравов   | Валерий Леонтьев и ансамбль «Надежда»                                                                 |                                                                                      |
| 22 | Помолчим                                                | Александр Третьяков  | Юрий Поройков         | Эдита Пьеха (народная артистка РСФСР) в сопровождении ленинградского ансамбля п/у Юрия Цветкова       |                                                                                      |
| 23 | Песня о хорошем настроении («Междучасие»)               | Васил Найденов       | Живко Колев           | Васил На̀йденов (Болгария)                                                                             | телемост с Софией (Болгария)                                                         |
| 24 | А музыка звучит                                         | Алексей Мажуков      | Николай Зиновьев      | София Ротару                                                                                          |                                                                                      |
| 25 | Пока не поздно                                          | Александра Пахмутова | Николай Добронравов   | Иосиф Кобзон и Московский хор молодежи и студентов, х/р проф. Борис Тевлин                            |                                                                                      |
| 26 | Гимн Демократической молодежи мира (1947)               | Анатолий Новиков     | Лев Ошанин            | София Ротару и Лев Лещенко со всеми участниками                                                       |                                                                                      |
| 27 | Письмо из сорок пятого                                  | Игорь Лученок        | Михаил Ясень          | Ярослав Евдокимов                                                                                     |                                                                                      |

## Популярные песни года, не представленные на фестивале
На финальный концерт не попали такие хиты 1983 года, как:
- «Бумажный змей» (Алла Пугачёва)[14].
- «Вы шуміце, бярозы» («А я лягу-прилягу», Эдуард Ханок — Нил Гилевич, исполнитель «Сябры»).
- «Старый рояль» (из к/ф Мы из джаза, Марк Минков — Дмитрий Иванов, исполнители Игорь Скляр, Ольга Пирагс).
- «Мы желаем счастья вам» (исполнитель Цветы).